# Adolfo Federico di Meclemburgo-Schwerin
Adolfo Federico di Meclemburgo-Schwerin (Schwerin, 10 ottobre 1873 – Eutin, 5 agosto 1969) fu principe della casata di Meclemburgo-Schwerin, candidato alla reggenza del Ducato Baltico Unito e primo presidente del Comitato Olimpico Tedesco dal 1949 al 1951.

## Biografia
Il Duca Adolfo Federico era il figlio terzogenito di Federico Francesco II di Meclemburgo-Schwerin e della sua terza moglie, la principessa Maria di Schwarzburg-Rudolstadt.
Tra il 1907 ed il 1908 Adolfo Federico fu a capo di una spedizione scientifica in Africa ricevendo la medaglia di Eduard Vogel per la ricerca a Lipsia nel 1908. Nel 1910-11 egli guidò una nuova spedizione nell'area a nord dei fiumi Congo e Nilo (nell'attuale Sudan) e nel bacino del Ciad, esplorando aree dell'Africa interna ancora poco conosciute all'epoca, estendendosi sino a Bahr el-Ghazal e poi alle isole del Golfo di Guinea. Tornato in patria, egli pubblico due volumi su queste sue prime imprese, corredate da eccezionali immagini fotografiche.
Per il suo impegno in Africa e per la sua profonda conoscenza del territorio, Adolfo Federico venne nominato dal governo tedesco governatore della colonia del Togo, carica che ricoprì dal 1912 al 1914 e fu il penultimo a ricoprirla.
Durante la prima guerra mondiale, Adolfo Federico prese parte agli scontri su diversi fronti. Nel 1915 servì nell'esercito austro-ungarico per il quale venne inviato in missione in Turchia nel 1916. Prese parte successivamente ad alcuni scontri presso le Porte di ferro con l'esercito bulgaro il 26 ottobre 1915, contribuendo a creare un ponte tra l'Impero ottomano e la Bulgaria.
Nel settembre del 1918, dopo che i paesi baltici ottennero l'indipendenza sotto l'occupazione tedesca, il 5 novembre 1918 venne proclamato a Riga il Ducato Baltico Unito. Adolfo Federico fu il candidato prescelto per ricoprire la carica di sovrano in questo nuovo ducato, ma dopo la sua elezione la rivoluzione che in Germania spazzò via tutte le monarchie nazionali abolì anche il provvedimento di fondazione.
Dopo la guerra, Adolfo Federico divenne vicepresidente della società fondata da suo fratello Giovanni Alberto divenendone presidente dal 1895 al 1920. Ancora in quegli anni viaggiò in Africa per dei safari di caccia e tra il 1934 ed il 1939 fu anche in Sud America per migliorare i contatti commerciali tra Germania e altri paesi nel mondo al servizio del Ministero per la Propaganda nazista. Dopo la seconda guerra mondiale, Adolfo Federico visse nel Castello di Eutin presso Holstein e venne invitato nel 1960 a celebrare l'anniversario dell'indipendenza del Togo in Africa per quello che fu l'ultimo suo viaggio in una terra tanto amata. In precedenza, nel 1924, aveva acquistato la lussuosa Villa Fedora di Bad Doberan dove visse con la sua famiglia sino al 1945.

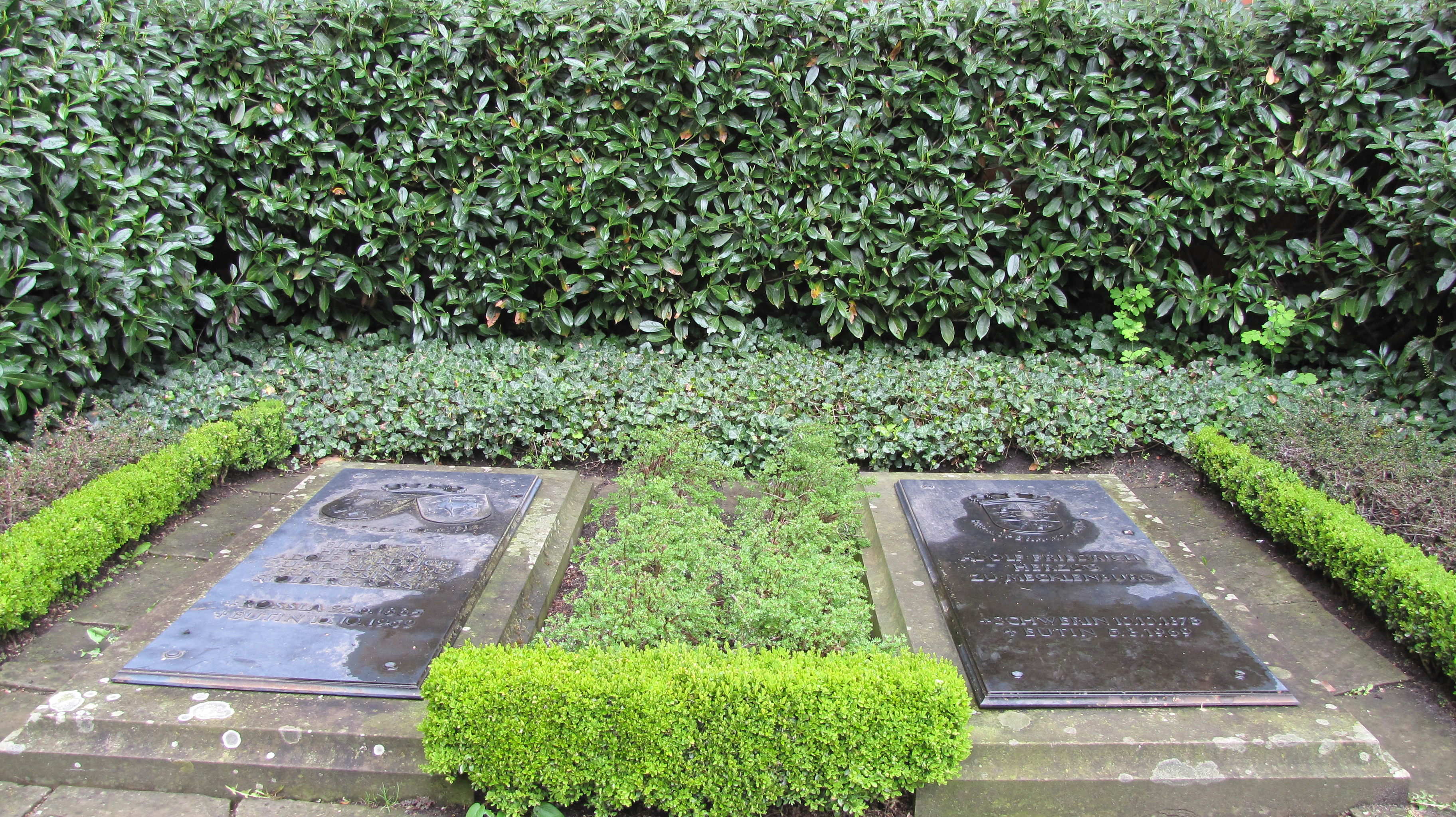
Tomba di Adolfo Federico di Meclemburgo-Schwerin e della sua seconda moglie, Elisabetta di Stolberg-Roßla

Dal 1926 al 1956, inoltre, Adolfo Federico fu membro del Comitato Olimpico Internazionale e dal 1949 al 1951 fu presidente del Comitato Olimpico di Germania, divenendo nel contempo anche membro onorario della Società Berlinese di Antropologia, Etnologia e Preistoria.
Adolfo Federico di Meclemburgo-Schwerin si spense al castello di Eutin nel 1969, quasi centenario.

## Matrimonio e figli
Adolfo Federico si sposò due volte. Le prime nozze si tennero il 24 aprile 1917 con la principessa Vittoria Feodora di Reuss-Gera, che morì durante la nascita della loro figlia, Woizlawa-Feodora il 18 dicembre 1918.
Il 15 ottobre 1924, Adolfo Federico sposò la vedova di suo fratello Giovanni Alberto, Elisabetta di Stolberg-Roßla, che gli sopravvisse solo da un paio di settimane morendo anch'ella nel 1969 ma trascorrendo con lui 40 anni di matrimonio. Adolf Friedrich e sua moglie vennero sepolti nel cimitero della Cattedrale di Ratzebur.

## Ascendenza
|                                                         |                                                    |                                                      | Genitori                                              |  |  | Nonni |  |  | Bisnonni                                                       |  |  | Trisnonni                                              |  |
|                                                         |                                                    |                                                      |                                                       |  |  |       |  |  | Federico Ludovico, principe ereditario di Meclemburgo-Schwerin |  |  | Federico Francesco I, granduca di Meclemburgo-Schwerin |  |
|                                                         |                                                    |                                                      |                                                       |  |  |       |  |  | Federico Ludovico, principe ereditario di Meclemburgo-Schwerin |  |  | Federico Francesco I, granduca di Meclemburgo-Schwerin |  |
|                                                         |                                                    | principessa Luisa di Sassonia-Gotha-Altenburg        |                                                       |  |  |       |  |  | Federico Ludovico, principe ereditario di Meclemburgo-Schwerin |  |  |                                                        |  |
| Paolo Federico, granduca di Meclemburgo-Schwerin        |                                                    |                                                      |                                                       |  |  |       |  |  | Federico Ludovico, principe ereditario di Meclemburgo-Schwerin |  |  |                                                        |  |
|                                                         |                                                    | granduchessa Elena Pavlovna di Russia                | Paolo I di Russia                                     |  |  |       |  |  |                                                                |  |  |                                                        |  |
|                                                         |                                                    | granduchessa Elena Pavlovna di Russia                | Paolo I di Russia                                     |  |  |       |  |  |                                                                |  |  |                                                        |  |
|                                                         |                                                    | granduchessa Elena Pavlovna di Russia                | Maria Feodorovna (Sofia Dorotea di Württemberg)       |  |  |       |  |  |                                                                |  |  |                                                        |  |
| Federico Francesco II, granduca di Meclemburgo-Schwerin |                                                    | granduchessa Elena Pavlovna di Russia                |                                                       |  |  |       |  |  |                                                                |  |  |                                                        |  |
|                                                         |                                                    | Federico Guglielmo III di Prussia                    | Federico Guglielmo II di Prussia                      |  |  |       |  |  |                                                                |  |  |                                                        |  |
|                                                         |                                                    | Federico Guglielmo III di Prussia                    | Federico Guglielmo II di Prussia                      |  |  |       |  |  |                                                                |  |  |                                                        |  |
|                                                         |                                                    | Federico Guglielmo III di Prussia                    | langravia Federica Luisa d'Assia-Darmstadt            |  |  |       |  |  |                                                                |  |  |                                                        |  |
| principessa Alessandrina di Prussia                     |                                                    | Federico Guglielmo III di Prussia                    |                                                       |  |  |       |  |  |                                                                |  |  |                                                        |  |
|                                                         |                                                    | duchessa Luisa di Meclemburgo-Strelitz               | Carlo II, granduca di Meclemburgo-Strelitz            |  |  |       |  |  |                                                                |  |  |                                                        |  |
|                                                         |                                                    | duchessa Luisa di Meclemburgo-Strelitz               | Carlo II, granduca di Meclemburgo-Strelitz            |  |  |       |  |  |                                                                |  |  |                                                        |  |
|                                                         |                                                    | duchessa Luisa di Meclemburgo-Strelitz               | langravia Federica d'Assia-Darmstadt                  |  |  |       |  |  |                                                                |  |  |                                                        |  |
| duca Adolfo Federico di Meclemburgo-Schwerin            |                                                    | duchessa Luisa di Meclemburgo-Strelitz               |                                                       |  |  |       |  |  |                                                                |  |  |                                                        |  |
|                                                         | principe Carlo Gundicaro di Schwarzburg-Rudolstadt | Federico Carlo, principe di Schwarzburg-Rudolstadt   |                                                       |  |  |       |  |  |                                                                |  |  |                                                        |  |
|                                                         | principe Carlo Gundicaro di Schwarzburg-Rudolstadt | Federico Carlo, principe di Schwarzburg-Rudolstadt   |                                                       |  |  |       |  |  |                                                                |  |  |                                                        |  |
|                                                         | principe Carlo Gundicaro di Schwarzburg-Rudolstadt | principessa Augusta di Schwarzburg-Rudolstadt        |                                                       |  |  |       |  |  |                                                                |  |  |                                                        |  |
| principe Adolfo di Schwarzburg-Rudolstadt               | principe Carlo Gundicaro di Schwarzburg-Rudolstadt |                                                      |                                                       |  |  |       |  |  |                                                                |  |  |                                                        |  |
|                                                         |                                                    | principessa Ulrica d'Assia-Homburg                   | Federico V, langravio d'Assia-Homburg                 |  |  |       |  |  |                                                                |  |  |                                                        |  |
|                                                         |                                                    | principessa Ulrica d'Assia-Homburg                   | Federico V, langravio d'Assia-Homburg                 |  |  |       |  |  |                                                                |  |  |                                                        |  |
|                                                         |                                                    | principessa Ulrica d'Assia-Homburg                   | langravia Carolina d'Assia-Darmstadt                  |  |  |       |  |  |                                                                |  |  |                                                        |  |
| principessa Maria di Schwarzburg-Rudolstadt             |                                                    | principessa Ulrica d'Assia-Homburg                   |                                                       |  |  |       |  |  |                                                                |  |  |                                                        |  |
|                                                         |                                                    | Ottone Vittorio, 2º principe di Schönburg-Waldenburg | Ottone, 1º principe di Schönburg-Waldenburg           |  |  |       |  |  |                                                                |  |  |                                                        |  |
|                                                         |                                                    | Ottone Vittorio, 2º principe di Schönburg-Waldenburg | Ottone, 1º principe di Schönburg-Waldenburg           |  |  |       |  |  |                                                                |  |  |                                                        |  |
|                                                         |                                                    | Ottone Vittorio, 2º principe di Schönburg-Waldenburg | contessa Enrichetta Reuss di Köstritz                 |  |  |       |  |  |                                                                |  |  |                                                        |  |
| principessa Matilde di Schönburg-Waldenburg             |                                                    | Ottone Vittorio, 2º principe di Schönburg-Waldenburg |                                                       |  |  |       |  |  |                                                                |  |  |                                                        |  |
|                                                         |                                                    | principessa Tecla di Schwarzburg-Rudolstadt          | Luigi Federico II, principe di Schwarzburg-Rudolstadt |  |  |       |  |  |                                                                |  |  |                                                        |  |
|                                                         |                                                    | principessa Tecla di Schwarzburg-Rudolstadt          | Luigi Federico II, principe di Schwarzburg-Rudolstadt |  |  |       |  |  |                                                                |  |  |                                                        |  |
|                                                         |                                                    | principessa Tecla di Schwarzburg-Rudolstadt          | langravia Carolina Luisa di Assia-Homburg             |  |  |       |  |  |                                                                |  |  |                                                        |  |
|                                                         |                                                    | principessa Tecla di Schwarzburg-Rudolstadt          |                                                       |  |  |       |  |  |                                                                |  |  |                                                        |  |

## Opere

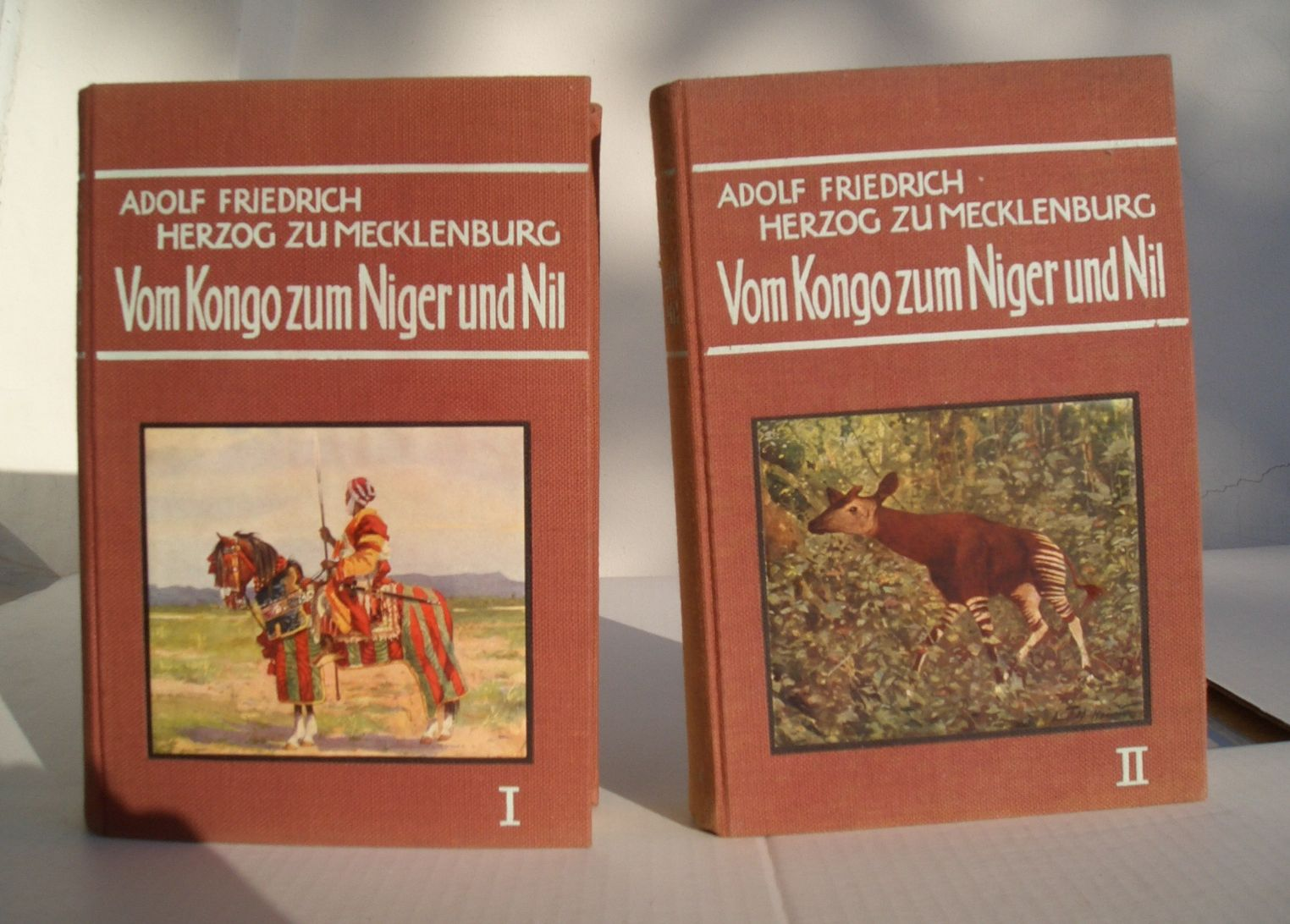
Vom Kongo zum Niger und Nil, 1912, prima edizione

- Ins innerste Afrikas. Lipsia, 1909 (Nel cuore dell'Africa) vol. 1, vol. 2, vol. 3 (in inglese)
- Vom Kongo zum Niger und Nil. Lipsia:  F.A. Brockhaus, 1912. (Dal Congo al Niger e il Nilo: racconto della spedizione tedesca in africa centrale del 1910-1911) vol. 2 (in inglese).
- Wissenschaftliche Erlebnisse der Deutschen Zentral-Afrika-Expedition unter Führung Adolf Friedrichs, Herzog zu Mecklenburg. Lipsia, 1922. vol. 2, vol. 4, vol. 5, vol. 7 (in inglese).